# 671 Carnegia
A 671 Carnegia egy a Naprendszer kisbolygói közül, amit Johann Palisa fedezett fel 1908. szeptember 21-én.